# Sandra Freeman
Sandra Freeman, née le 23 juillet 1977, est une journaliste française, sur des chaînes de télévision, des radios de service public et des radios privées, auteure également de documentaires et d'ouvrages.

## Biographie
Arrivé sur la Côte d'Azur, son père, danseur étoile d'origine russe, prend le nom de « Freeman ». 
Vivant régulièrement dans le monde des danseurs étoiles ou d'opéra, Sandra Freeman s'oriente vers le théâtre, la danse et le chant. À 19 ans, elle se tourne vers le journalisme et commence à travailler au sein des chaînes LCI et TF1 en 1997. Reporter, puis chroniqueuse spécialisée, Sandra Freeman se voit confier à partir de 2001 la présentation de plusieurs émissions culturelles : Ça donne envie, aux côtés de Jean-François Rabilloud, puis de Nikos Aliagas, ou Blako & Co, avec Stéphane Blakowski. Elle développe différents magazines sur LCI dont Vernissage, consacré à l’art contemporain ou Les Têtes de l’Art qu’elle anime toutes les semaines. 
À partir de 2006, elle co-anime quelques Nuits Blanches en direct avec Michel Field. Elle présente avec lui et fait partie de sa bande hebdomadaire pour Culturellement Show. En parallèle, Sandra Freeman rejoint France Inter en 2007 et participe à l’émission quotidienne La Bande à Bonnaud avec Frédéric Bonnaud et Arnaud Viviant. 
En septembre 2008, elle rejoint Stéphane Paoli pour coproduire et présenter le 7/9 du week-end, une session d’informations matinales le week-end,,. Après trois ans de matinales, elle propose de produire une émission hebdomadaire Partir avec Sandra Freeman dans laquelle elle explore avec ses invités des pays, des sociétés, au travers de leur culture et de leur art. 
En 2012, sous l’impulsion de Fabien Namias, elle arrive à Europe 1. Passionnée par la jeunesse, la société en mouvement et par le monde de demain, elle chronique l’Innovation chaque matin dans la matinale de Bruce Toussaint,. Dans le même temps, elle anime sur LCP et Public Sénat une émission mensuelle Génération République où elle dialogue avec des étudiants.
Elle est l’auteur de plusieurs documentaires audiovisuels : Être né quelque part (avec Pierre Guyot), Tutelles, nos parents spoliés (France 3) et du livre L’École vide son sac (avec Pierre Guyot, septembre 2009, aux Éditions du Moment) consacré aux dysfonctionnements de l’Éducation nationale.
Depuis février 2015, elle est l'auteure de la revue de presse people d'Atlantico. Il s'agit de l'un des rendez-vous hebdomadaires du site d'information.